# عتائق شابة
العتائق الشابة (الاسم العلمي: Korarchaeota) من اليونانية:(Κόρη=Kor تلفظ كوري وتعني «امرأة أو رجل شاب» + ἀρχαῖα=Archaea تلفظ أراخيا وتعني «قديم أو عتيق=عتائق») هي مجموعة تصنيفية رئيسية من فوق مملكة العتائق من نطاق بدائيات النوى.